# Mîroliubivka, Novomîrhorod
Mîroliubivka (în ucraineană Миролюбівка; în trecut, Jovtneve, în ucraineană Жовтневе) este localitatea de reședință a comunei Jovtneve din raionul Novomîrhorod, regiunea Kirovohrad, Ucraina.

## Demografie
Componența lingvistică a localității Mîroliubivka
     Ucraineană (98,23%)
     Alte limbi (1,76%)
Conform recensământului din 2001, majoritatea populației localității Mîroliubivka era vorbitoare de ucraineană (98,23%), existând în minoritate și vorbitori de alte limbi.